# Ніколо-Казанка
Ні́коло-Каза́нка (рос. Николо-Казанка, башк. Николо-Ҡаҙан) — присілок у складі Караідельського району Башкортостану, Росія. Входить до складу Урюш-Бітуллінської сільської ради.
Населення — 12 осіб (2010; 11 у 2002).
Національний склад:
- марійці — 91 %